# Joan Beaufort, grevinde af Westmorland
Joan Beaufort (ca. 1379 – 13. november 1440), var den yngste af de fire legitime børn og eneste datter af Johan af Gent, 1. hertug af Lancaster (tredje overlevende søn af kong Edvard 3.), af sin elskerinde, senere kone, Katherine Swynford. Hun var gift med Ralph de Neville, 1. jarl af Westmorland og blev som enke en magtfuld landejer i det Nordligengland.

## Opvækst
Året og stedet for Joans fødsel er ukendt. Hun kan være født i Kettlethorpe i Lincolnshire, familien Swynfords sæde eller i Pleshey i Essex, Joan FitzAlans hjem. Den traditionelle dato for Joans fødsel er 1379, men Alison Weir mener, at 1377 kan være mere nøjagtig. Joan er muligvis blevet opkaldt efter Johanne af Kent, på tidspunkt for for hendes fødsel enkeprinsesse af Wales. I september 1396 blev hun sammen med sine søskende, børnene af Johan af Gent og Katherine Swynford, legitimeret gennem en pavelig bulle.

## Ægteskaber og børn

### Første ægteskab
I 1386 arrangerede hendes far, at hun blev forlovet med Robert Ferrers, 5. baron Boteler af Wem (død ca. 1395). Ægteskabet blev indgået sted i 1391/2 i Beaufort-en-Vallée, Anjou, og parret forblev i hendes fars husstand. Ferrers døde kun tre år efter ægteskabet, efter at have fået to døtre sammen med Joan:
- Elizabeth Ferrers, 6. baronesse Boteler af Wem (1393–1474).[4] Hun er begravet i Black Friars Church, York. Hun blev gift med John de Greystoke, 4. baron Greystoke (1389–1436), den 28. oktober 1407 på Greystoke Castle, Greystoke, Cumberland, og havde afkom.
- Mary eller Margery (1394 - 25. januar 1457/1458). Hun blev gift med sin stedbror, Sir Ralph Neville, søn af Ralph Neville, 1. jarl af Westmoreland, før 1411 i Oversley, Warwickshire og havde afkom.

### Andet ægteskab
I november 1396 giftede Joan sig for anden gang med Ralph Neville, 1. jarl af Westmorland (d. 1425), der for nylig havde mistet sin første hustru og moderen sine 8 børn. Han fik yderligere 14 med Joan. I forbindelse med ægteskabet sikrede hendes far parret en livrente på £ 206 13s 4d i resten af deres liv. Parrets primære bopæl var det gamle Neville-sæde Raby Castle i County Durham. Joan Beaufort og Ralph Neville fik følgende 14 børn:
- Joan Neville (f. 1397) blev nonne af Clarisserordenen.[1]
- Richard Neville, 5. jarl af Salisbury (1398 – 1460), gift med Alice Montacute, suo jure 5. grevinde af Salisbury. Fik afkom.
- Lady Katherine Neville (f. 1399), gift første gang den 12. januar 1411 med John Mowbray, 2. hertug af Norfolk; gift anden gang med Sir Thomas Strangways; gift tredje gang med John Beaumont, 1. viscount Beaumont; gift fjerde gang med Sir John Woodville (d. 12. august 1469). Fik afkom med første og anden ægtemand
- Henry Neville (f. 1400), døde som spæd.
- Thomas Neville (f. 1401), døde som barn.
- Cuthbert Neville (f. 1402), døde som spæd.
- Lady Eleanor Neville (1403-1472), gift første gang med Richard le Despenser, 4. baron Burghersh, gift anden gang Henry Percy, 2. jarl af Northumberland. Fik afkom med sin anden ægtemand
- Robert Neville (1404-1457), biskop af Durham.
- William Neville, 1. jarl af Kent (ca. 1406 – 1463), gift med Joan Fauconberg. Fik afkom.
- Lady Anne Neville (ca. 1408 – 20. september 1480), gift med Humphrey Stafford, 1. hertug af Buckingham. Fik afkom
- John Neville (f. 1411), døde som spæd.
- George Neville, 1. baron Latimer (1414-1469). Fik afkom.
- Edward Neville, 3. baron Bergavenny (1414 - 1476), gift med Elizabeth Beauchamp. Fik afkom

- Lady Cecily Neville (1415 – 1495) ("Proud Cis"), gift med Richard, 3. hertug af York og var mor til Kong Edvard 4. af England og Richard 3. af England.[1]

## Liv
I 1399 blev Joan gjort til Lady Hosebåndsordenen af kong Richard 2. Skønt denne konge havde ophøjet Ralph til den første jarl af Westmorland, sluttede Ralph sig til Joans halvbror Henrik af Bolingbroke, der afsatte Richard i 1399 og overtog tronen som kong Henrik 4. Joan og Ralph fik tildelt adskillige embeder, landbesiddelser, formynderskaber og pensioner under Henrik 4. Joan blev i kongelige gavebreve nævnt som "kongens søster."
Ralph og Joan brugte deres forhold til Henrik 4. til at indgå de mest fordelagtige ægteskaber til deres børn, og købte ofte formynderskaber og ægteskaber med børn, der var blevet forældreløse efter adelsoprør. For eksempel købte Ralph i 1423 formynderskabet over Richard af York, 3. hertug af York, der boede sammen med familien på Raby Castle og som derfor senere blev gift med Cecily Neville, en af Richard og Joan døtre. J.R. Lander kaldte disse rænkespil "den mest fantastiske serie af børneægteskaber i engelsk historie." Ved sin død var Joan mor til en jarl, tre baroner, en grevinde, tre hertuginder og en biskop.
Omkring 1413 inviterede Joan mystikeren Margery Kempe til familiesædet, og det er sandsynligt, at hun hjalp med at finansiere Margerys pilgrimsrejse til Jerusalem. I 1422 erhvervede Joan en pavelig dispensation, tillod hende at opholde sig hos enhver nonneorden i ledsagelse af "otte ærlige kvinder."

## Senere liv og død
Efter Ralphs død i 1425 overgik titlen jarl af Westmorland til Ralphs ældste barnebarn fra hans første ægteskab, men mange af Neville-besiddelser blev overført til Joans ældste søn Richard Neville, 5. jarl af Salisbury. Dette udløste Neville-Neville fejden mellem de to linjer, der nedstammede fra Ralph, som fortsatte ind i Rosekrigene.
I løbet af sin tid enke blev Joan protektor af litteratur. Omkring 1430 blev Joan og hendes familie afbildet af Pol de Limbourg i Neville Book of Hours. I 1428 foretog Joan en religiøs pilgrimsrejse og sluttede sig til Sisterhood of the Abbey of St. Alban's. På et tidspunkt mens hun var enke aflagde Joan et kyskhedsløfte.

## Død og begravelse
Joan døde den 13. november 1440 i Howden i Yorkshire  og blev begravet ved siden af sin mor i Lincoln Cathedral.

## Efterkommere
Joan Beaufort var mor til Cecily, hertuginde af York, og var således bedstemor til kong Edvard 4. og kong Richard 3. Sidstnævnte blev besejret i 1485 i Slaget ved Bosworth af Henrik 7., der erstattede ham som konge. Henrik giftede sig derefter med Elizabeth af York, datter af Edvard 4., og deres søn blev kong Henrik 8. Henrik 8.'s sjette hustru, Catherine Parr, var også en efterkommer af Joan gennem hendes ældste søn Richard Neville, 5. jarl af Salisbury, og dermed Henriks grandkusine. Den 5. jarl af Salisbury var far til Richard Neville, 16. jarl af Warwick, "Kongemageren" (far til dronning Anne Neville og Isabel Neville, hertuginde af Clarence)